# Чопове
Чопове́ (від слова чіп) — податок у Речі Посполитій і в українських землях, що входили до її складу в 15—19 століттях. Чопове сплачувалося в основному міщанами за виготовлення пива, горілки, меду та вина. Про існування податку відомо вже в середині 15 століття.
1511 року польський король Сигізмунд I Старий звільнив шляхту від сплати чопового за виготовлення пива, горілки і меду для власного користування, а з 1629 не сплачували і за виробництво вина. Чопове стягували особливі збирачі, яких призначав сейм. Вони, в свою чергу, призначали від себе в містах так звані чоповиків. У великих містах обов'язки збирачів виконували бургомістри і райці. 1813 року російський імператор Олександр I скасував чопове.